# Federació Catalana de Rem
La Federació Catalana de Rem és l'organisme rector que ordena, impulsa i dirigeix tota l'activitat esportiva del rem a Catalunya. Forma part de la Unió de Federacions Esportives de Catalunya.

## Història
Entre finals del segle xix i principis del XX es van fer molt habituals les regates i competicions de rem al ports de Barcelona i al port de Tarragona, on van néixer els primers clubs nàutics com el Reial Club Nàutic de Tarragona i el Club Català de Regates, que posteriorment es va dividir en el Reial Club Marítim de Barcelona i en el Reial Club Nàutic de Barcelona, que es va centrar només en la vela. El rem era un esport molt popular en aquella època a Catalunya, com ho prova el fet que els primers esportistes olímpics catalans que van participar en els Jocs de París de 1900 eren remers del Club Català de Regates. El 1902 es va disputar al port de Barcelona el primer Campionat d'Espanya de rem, sota l'organització del Reial Club de Barcelona. A partir dels anys vint va sorgir la necessitat de crear una federació que agrupés els clubs. La primera que va existir va ser la Federació Espanyola de Rem, que es va crear el 1918 a la seu del Reial Club Marítim de Barcelona, i quatre anys després, els tres clubs catalans que practicaven el rem (RC Marítim i Club de Mar de Barcelona i RCN de Tarragona) van posar en marxa la Federació Catalana. Es va constituir el mes d'octubre de 1922, després de l'èxit dels Campionats d'Europa que es van disputar del 8 al 10 de setembre al port de Barcelona, concedits per la recent creada Federació Internacional de Rem al Reial Club Marítim, i que van anar acompanyats del Congrés Internacional de Rem en el Saló de la Mancomunitat de Catalunya. Lluís Bonet, president del RCN de Tarragona, com a degà del rem català, va ser elegit primer president fins al 1927, quan en una assemblea es va decidir que a partir d'aquell moment la presidència seria rotativa entre els clubs d'acord amb una puntuació establerta segons el nombre de fitxes i els resultats esportius. Aquesta situació, en la qual eren els mateixos clubs els que decidien la persona que en representació seva havia d'ocupar a presidència, va durar fins al final de la Guerra Civil. Posteriorment, l'estany de Banyoles es va convertir en un escenari habitual de competicions gràcies a l'empenta del Club Natació Banyoles, que el 1956 va crear la seva secció de rem, i es va impulsar l'ampliació de les instal·lacions del club i la creació d'una pista de dimensions olímpiques, que es va inaugurar el 1964 amb una regata entre les famoses tripulacions d'Oxford i Cambridge, d'aquesta manera es va convertir en un centre mundial del rem, on van entrenar grans figures d'aquest esport i on es van formar bona part dels remers catalans que entre finals dels anys setanta i principis dels noranta, i el 1992 va acollir les proves de rem dels Jocs Olímpics de Barcelona’92 creant-se un Centre d'Alt Rendiment i una residència per a esportistes. Anys més tard, es va crear un Centre de Tecnificació a Amposta, un altre dels indrets on aquest esport va arrelar amb força l'especialitat de banc fix i les competicions de llagut català. La federació engloba les especialitats d'esquif (1x), doble scull (2x), 4 scull (4x), 2 sense timoner (2-), 2 amb timoner (2+), 4 sense timoner (4-), 4 amb timoner (4+), 8 amb timoner (8+) i llagut català.

## Presidents[calcitació]

### Lluís Bonet Amigó(1922-1927)
Va accedir a la presidència en la seva condició de president del Club Nàutic de Tarragona, que va ocupar en una primera etapa entre 1920 i 1927, i posteriorment entre 1931 i 1936.

### Joan Grau Mayol (1927-1929)
Membre de la Junta Directiva del Reial Club Marítim de Barcelona, en la qual va tenir diversos càrrecs, va presidir la Federació Catalana de Rem de 1928 a 1929. Uns anys abans, havia estat remer del mateix club en diverses regates disputades a Barcelona.

### August Argudín Carrasco (1929-1930)
President del Club de Mar de Barcelona, va ser president entre 1929 i 1930. També va ser a finals dels anys vint i entre 1930 i 1932, secretari de la Junta Directiva de la Federació Espanyola de Rem.

### Josep Martínez Llobet (1930-1932)
Exremer internacional, quatre vegades campió d'Espanya i membre de l'equip espanyol que va participar en els Jocs Olímpics de París el 1924 com a integrant de la tripulació de vuit amb timoner va ser el president de la Federació Catalana de Rem de 1930 a 1932 i també ho va ser de l'Espanyola. Després d'haver competit amb el Club de Mar, va ser elegit en representació del Reial Club Marítim de Barcelona, per al qual competia i formava part de la seva Junta Directiva, el 29 d'agost de 1930. I el 1931, quan era capità del Comitè de Rem del RC Marítim, va renovar el seu càrrec i també es va convertir en president de la Federació Espanyola.
Posteriorment va ser entrenador i preparador de les tripulacions del RC Marítim, seleccionador espanyol de rem, comissari tècnic de la Federació Espanyola durant els anys quaranta, vicepresident primer del RC Marítim durant els cinquanta i president de 1965 a 1967. El 1962 també havia posat en marxa l'Agrupació de Remers Veterans.

### Antonio Campiani Castelliari (1932-1933)
Va ser en un dels impulsors de l'esport del rem, en el qual a finals dels anys vint va ser en diverses ocasions campió d'Espanya d'esquif i d'escull. El 1916 va instituir la Copa Campiani de rem, organitzada pel RC Marítim, de la Junta Directiva del qual va ser elegit vocal el 1919. El 1932 va ser elegit capità de la secció del rem del Marítim i vocal de la seva secció de motor, i a continuació president de la Federació Catalana de Rem i la Federación Española de Sociedades de Remo, amb seu a Barcelona. En la seva memòria, el RC Marítim de Barcelona va instituir el Trofeu Antonio Campiani per a outriggers a quatre remers en punta i timoner.

### Lluís Otín Samper (1933)
Va ser president en representació del Club Marítim de Barcelona de gener a novembre de 1933, etapa en què també ho va ser de l'Espanyola. Durant els anys vint i trenta va ser un destacat remer internacional, diverses vegades campió de Catalunya i cinc d'Espanya amb tripulacions de dos, quatre o vuit remers, així com entrenador i organitzador. El 1933, quan va néixer la Unió Catalana de Federacions Esportives, va formar part de la seva primera Junta Directiva com a tresorer.

### Josep Maria Muntañola Trinxet (1935)
Va ser president per delegació del Club Marítim de Barcelona, de la Junta Directiva del qual formava part. Va ser-ho en dues etapes, primer entre febrer i novembre de 1935, i posteriorment entre febrer i juliol de 1936, quan va esclatar la Guerra Civil i la federació va paralitzar la seva activitat.

### Josep Leonci Lasplazas Pujolar(1935)
Va ser president de la durant uns mesos de l'any 1935 representant el Reial Club Marítim de Barcelona, club del qual era soci, de la Junta Directiva del qual formava part i amb què competia en aquest esport. Va ser component de l'equip espanyol de vuit amb timoner que va participar en els Jocs Olímpics de París el 1924, però també va destacar en altres esports.

### Jaume Giral Casanovas (1939-1951)
Integrant de la tripulació espanyola de 4 amb timoner i 8 amb timoner que participa en els Jocs de París 1924 i membre de la Junta Directiva del Club Marítim de Barcelona durant els anys 30, el primer president de la Federació Catalana després de la Guerra Civil. Oficialment va ser president des de 1942, quan es va crear el nou Comité Regional de la Federación Española de Sociedades de Remo a Catalunya, fins a 1951, però des de 1939 fins a 1941 va ser el delegat designat pel Consejo Nacional de Deportes per regir el rem català al mateix temps que president de la Federació Espanyola amb seu a Barcelona.

### Manuel García-Pérez del Ingerto Calvo (1951-1955)
Diverses vegades campió de Catalunya i d'Espanya de rem i soci del Reial Club Marítim de Barcelona, va ser president entre el 1951 i el 1955, quan va deixar el càrrec per ser el vicepresident de l'Espanyola sota la presidència de Salvador Garreta i Miguel Ángel Llano.

### Josep Vilar Guix (1955-1964)
Practicant del rem en la seva joventut, en què havia estat dues vegades campió d'Espanya, i posteriorment membre de la Junta Directiva del Reial Club Nàutic de Tarragona, va presidir la federació entre 1955 i 1964. Va començar a practicar el rem a Tarragona i va ser dues vegades campió d'Espanya i per motius d'estudis va anar a Anglaterra, on també va practicar el rem. Va ser membre de la Junta Directiva del Reial Club Nàutic de Tarragona i del Gimnàstic de Tarragona, de la secció de tennis del qual va ser el president, com també del Moto Club de Tarragona.

### David Moner Codina(1964-1966 i 1967-1970)
Nedador i waterpolista en la seva joventut, s'havia format com a directiu quan només tenia dinou anys en el Club Natació Banyoles, i allà va entrar en contacte amb el rem. Va entrar com a vocal a la federació el 1957 i després de ser-ne vicepresident i el 1964 es va convertir en president. Durant el seu mandat aquest esport va pujar com l'escuma a Catalunya, ja que va aconseguir l'ampliació de l'estany de Banyoles per convertir-lo en l'únic camp de regates de dimensions olímpiques de l'estat espanyol, en el qual van competir, per primera vegada a Espanya, les tripulacions d'Oxford i Cambridge, va crear un nou local i una residència de remers al mateix indret i una Escola de Rem al port de Barcelona. El 1966 va ser destituït com a president per la Delegación Nacional de Educación Física y Deportes per les seves discrepàncies amb el president de la Federació Espanyola. Va tornar a ocupar la presidència del 1967 al 1969 perquè va haver de dimitir per incompatibilitat amb el seu càrrec de vicepresident de la Federació Espanyola. La Federació Catalana de Rem, va reconèixer els seus mèrits atorgant-li la medalla d'or.

### Gustavo Perry Rojo-Navarrete(1966-1967)
Havia començat la seva vida esportiva com a jugador de rugbi del Club Universitari i el 1926 va descobrir el rem quan el seu pare el va fer soci del Reial Club Marítim de Barcelona. Dos anys després ja va guanyar una regata per a debutants de ioles a quatre amb timoner. Després en vindrien moltes més, entre elles un campionat de Catalunya i un d'Espanya. El 1931 va entrar a formar part del Comitè de Rem del Marítim durant la presidència d'Antonio Campiani i va ser capità de la secció de rem i el 1934 es va convertir en el president de la Federació Espanyola de Rem, amb seu a Barcelona, fins a la Guerra Civil. El 1941 va reprendre la seva activitat al RC Marítim i després de passar per tots els càrrecs a la Junta Directiva (comptador, tresorer, secretari), va ser el seu president de 1976 a 1978 i posteriorment el seu president d'honor.

### Josep Pérez Alós (1970-1978)
Va competir com a remer del Club de Mar, que era la secció de rem del Centre Autonomista del Comerç i de la Indústria (CADCI) durant els anys vint, després es va fer soci del Reial Club Marítim de Barcelona, en què va ocupar diversos càrrecs directius, entre ells el de secretari. Va entrar a la junta de la federació a principis dels anys seixanta, va ser vicepresident en el segon mandat de David Moner i va ser president del 1970 al 1978. urant la seva presidència, la Federació Provincial de Tarragona, que tenia molta activitat i molts clubs, va adquirir autonomia pròpia amb Triton Bas com a president. Com a president de la Federació Catalana de Rem també va formar part del Comitè Organitzador del Saló Nàutic de Barcelona durant els anys 70 i va ser vocal de la Junta Directiva de la Federació Espanyola. Igualment va fer moltes col·laboracions periodístiques al diari La Vanguardia.

### Jordi Coll Astort (1978-1981)
Va ser remer del Centralbank i del Reial Club Marítim de Barcelona durant els anys cinquant i seixanta i va pujar al podi en diversos campionats de Catalunya i d'Espanya. Quan es va retirar a mitjans dels anys seixanta va entrar a la Federació Catalana de Rem, en l'etapa que la presidia David Moner, com a president de la seva Comissió Tècnica, i també va ser capità del Comitè de Rem del RC Marítim. El 1973 va entrar com a vocal a la Junta Directiva de la Federació Espanyola de Rem i el 1980 es va convertir en un dels seus tres vicepresidents fins al 1984. En la seva qualitat de vicepresident, es va convertir en president accidental de la Federació Catalana quan Josep Pérez Alós va morir el 1978 i va mantenir el càrrec fins a finals de 1981. Posteriorment, ja en els anys 90, va ser també jutge internacional i membre de la junta directiva del RC Marítim.

### Jesús Agüero Cayon (1981-1988)
Va començar a practicar el rem durant l'any 1959 en el Centralbank i quan aquest club va desaparèixer va anar al Reial Club Marítim, en el qual es va retirar el 1971 després d'haver estat subcampió d'Espanya d'outrigger a vuit el 1965 i internacional amb la selecció espanyola. A finals dels 70 va ser capità del Comitè de Rem del Reial Club Marítim de Barcelona i quan el 1981 va ser elegit president de la Federació Catalana va liderar el procés per a la seva unificació, que va culminar el 1982, quan es va legalitzar formalment amb entitat jurídica pròpia. Des de 1984 a 1986 va ser vicepresident de la Federació Espanyola. El 1987, va ser designat membre del Comitè Organitzador dels Jocs Olímpics de Barcelona en representació de les federacions catalanes juntament amb Joan de la Llera, president de la Federació Catalana de Gimnàstica. També va formar part del primer Consell Directiu que va formar Enric Piquet quan va ser elegit president de la UFEC.

### Isidre Lluís Martín Solano (1988-1998)
Remer del Reial Club Marítim de Barcelona i posteriorment del Club Natació Banyoles, va guanyar, formant part d'un outrigger a vuit d'aquesta entitat que representava la Federació Espanyola de Rem, la Copa d'Europa de l'any 1978 a Bèlgica. L'any 1979 també va guanyar la medalla d'or als Jocs del Mediterrani de Split amb l'outrigger a vuit espanyol, i en els Jocs Olímpics de Moscou’80 i Los Angeles'84 va obtenir dos diplomes olímpics en ser quart amb les embarcacions de quatre amb timoner i dos amb timoner de l'equip espanyol. El 1988 va ser elegit president de la Federació Catalana de Rem, càrrec que va ocupar fins al 1998, disputant-se durant el seu mandat els Jocs Olímpics de Barcelona’92. El mateix any va entrar a la Junta Directiva de la Federació Espanyola, i un any després es va convertir en el vicepresident càrrec en què es va mantenir fins al 1997.

### Joan Granados Duran(1998-2004)
Es va fer soci del Reial Club Marítim de Barcelona el 1952 i des d'aleshores va ser remer en actiu per aquesta entitat. Com a dirigent, es va iniciar l'any 1975, quan es va convertir en secretari general del Futbol Club Barcelona sota la presidència d'Agustí Montal, càrrec que va ocupar fins al 1978. Del 1981 al 1984, va ser president del RC Marítim de Barcelona i del 1998 al 2004, de la Federació Catalana

### Miquel Lluís Rutllant Bañeres (2004-2014)
Soci i expresident del Reial Club Marítim de Barcelona, i practicant del rem i de la vela durant molts anys, va ser elegit president de la Federació Catalana de Rem el mes de novembre del 2004, i posteriorment va ser reelegit en el càrrec el 2008 i el 2012.

### Ivan València Arévalo (2014-Actualitat)
Va iniciar l'activitat del rem en el Club Nàutic Vilada l'any 1.990, entre l'any 1994 i 2002 va entrar en la dinàmica del Centre d'Alt Rendiment de la Federació Catalana Rem. Durant aquell període va competir en 7 Campionats del Món dels quals va obtenir en l'any 1996 un quart lloc en el Campionat del Món Juvenil celebrat a Escòcia i una Medalla de PLATA en el Campionat del Món Sub-23 celebrat a Grècia l'any 1998. Va guanyar també 6 Campionats Autonòmics i 5 Estatals remant pels clubs Nàutic Vilada, Amposta i Banyoles. Des de finals del 2016 i fins a principis del 2018, ha compaginat la Presidència de la Federació Catalana Rem amb la Vicepresidència de Rem Olímpic de la Federació Espanyola de Rem